# キン肉マン 正義超人vs古代超人

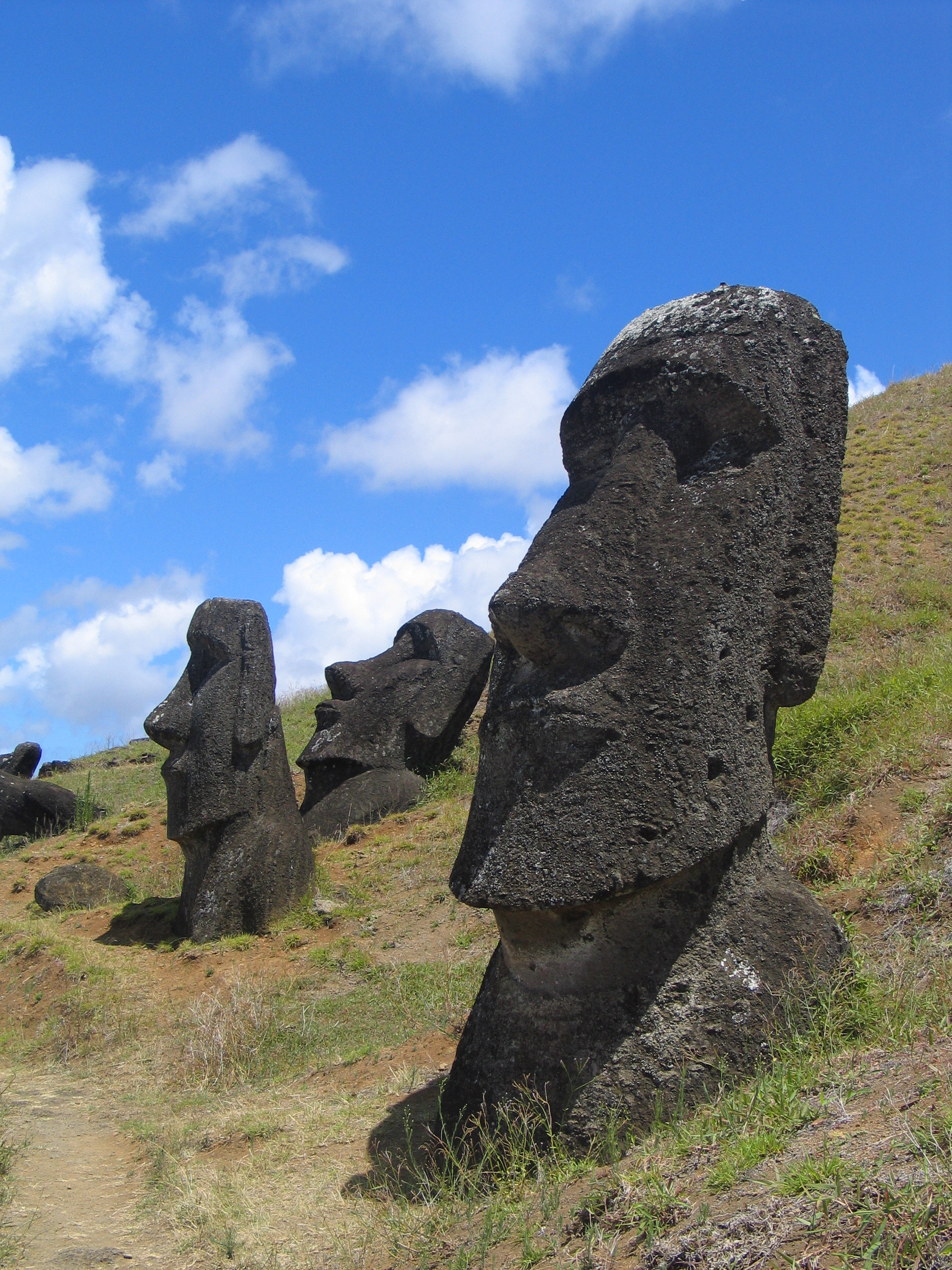
キン肉マン達が行ったイースター島のモアイ（この島でストーンサタンが出現した）

キン肉マン 正義超人vs古代超人（キンにくマン せいぎちょうじんたいこだいちょうじん）は、ゆでたまごの漫画を原作とするアニメ『キン肉マン』の劇場版第3作。
1985年3月15日に東映まんがまつりで公開された。上映時間は45分。
キャッチコピーは「出たぞ!!宇宙を支配するスゴいやつ 8対8の大激突!」。

## 概要
観客動員数204万人。時系列は「黄金のマスク編」の後だが、前作と異なり原作をベースとしていない完全オリジナルの展開となっている。監督が白土武から山吉康夫に交代したことから、「前2作と比べギャグの比重が大きいようだ」と評されている。一方で山吉は「闘いを長くみせたら子どもにウケなかった。単純にキマらないと、あきちゃうんですよ」と評している。
本作を含む「東映まんがまつり」では、「特別鑑賞券」の購入特典として「キントンゲーム」がプレゼントされた。これは「キン肉マン」・「バッファローマン」・「サタンキング」・「ストーンサタン」の紙人形を切り抜いて「とんとん相撲」の要領で遊ぶ物だった。
なお前2作までの「東映マーク」（荒磯に波）のBGMは「波音」だったが、本作以降は風戸慎介作曲のオリジナルBGMが使用された。

## ストーリー
黄金のマスク編にて悪魔将軍を撃破し、地球の正義を守りぬいたキン肉マン。正義超人協会や世界各国からの謝礼で恋人の二階堂マリや幼稚園児たちとともにイースター島の見物に来ていた。同じ頃、仲間の正義超人たちもそれぞれ思い思いに過ごしていた。しかしそこに地震が起き巨大な建造物が出現。キン肉マンらのもとに宇宙の悪の支配者サタンキングの部下・古代超人軍団が現れる。仲間の正義超人たちが奮闘するもののキン肉マンは子供たちが気になり苦戦していたが、バッファローマンの手により助けられる。辛くも古代超人軍団を撃破した正義超人たちだったが、サタンキングは子供たちをさらい、正義超人に再び戦いを挑む。

## ゲストキャラクター
幸一（）少年
ひまわり幼稚園に通う車椅子の少年。実は足は完治しているものの、まだ歩けないと思い込んでいる。その時、キン肉マンに無理矢理歩かされそうになったため、キン肉マンのことを嫌うようになった（キン肉マンは、幸一少年が歩けるように手助けしたつもりだった）。その不信感からキン肉マンの実力も疑問視しており、キン肉マンがストーンサタンに敗れ、バッファローマンが代わりに倒した様子を見て、その疑念は決定的なものになってしまう。しかし最後はキン肉マンが自分たちを必死に救い出したこととサタンキングに勝利したことにより彼を見直す。「宇宙一強い超人」と称えようとし、キン肉マンに駆け寄った際歩けるようになっていた。
イエティ
ヒマラヤで崖に引っかかっていたキン肉マンを救出した生物。雌であり、キン肉マンに求婚し、ラストは猛スピードで走り回るキン肉マンを追いかけまわした。

### 古代超人
地球に正義超人が集まることを予想し、大昔より地球の古代の建造物に潜伏していた超人たち。悪魔六騎士は彼らの部下の部下でしかないという。ヒマラヤの中腹にあるサタンタワーを根城にしている。劇場版パンフレットに記載された組織図「悪魔超人界大系図」によると頂点がサタンキングであり、その配下に古代超人軍団、劇場版第2作『キン肉マン 大暴れ!正義超人』に登場したブラック軍団、さらにその下に第1作『キン肉マン』に登場した宇宙地下プロレス連盟、テレビスペシャル『キン肉マン 決戦!7人の正義超人vs宇宙野武士』に登場した宇宙野武士軍団を配下としている。
古代超人の名は作中呼称されていない。原作でも同じ名称が登場している。
サタンキング
出身地：宇宙
超人強度：1800万パワー
宇宙の悪の支配者。「宇宙の大魔王」の異名をとる。地球上に正義超人たちが集まることを予想し、大昔から部下たちを地球に密かに送り込んでいた。委員長によれば「サタンキングと戦うために正義超人たちは今日まで戦ってきた」と豪語するほどの存在。狡猾な手段を好み、子供を人質に正義超人軍団に戦いを挑む。バッファローマンを電撃の罠とベアハッグで倒すが、最後はキン肉マンと一騎討ちになり、壮絶技の掛け合いの末、キン肉ドライバーで宇宙船に叩きつけられ、宇宙船諸共爆死した。
キン肉マンを前にしてギャグに走るなど、コミカルな描写もある。
得意技は大津波や吹雪を起こす「サタン大津波」「サタンブリザード」、目からの光線「サタンサンダー」など。決着の寸前、キン肉との技の掛け合いではキン肉バスターも使用していた。
ストーンサタン
モアイがモチーフの古代超人。イースター島より出現。古代超人の中では一番早く目覚めた。部下をけしかけてキン肉マンを相手に有利に闘うが、駆けつけたバッファローマンのハリケーン・ミキサーで倒された。
ザウルスサタン
恐竜がモチーフの古代超人。メキシコ南部パレンケの遺跡より出現。テリーマンと闘う。カーフ・ブランディングによって粉砕された。
コンドルサタン
コンドルの体をもった古代超人。ナスカ高原より出現。ロビンマスクと闘う。タワー・ブリッジによって撃破された。
ガンサタン
出身地：宇宙
超人強度：95万パワー
一つ目の姿をした超人。サハラのタッシリ山より出現。ウォーズマンと闘う。サタンタワーの闘いでは部下ごとスクリュードライバーを受け敗北。
ジョーズサタン
半魚人の姿をした古代超人。大西洋の深海より出現。アトランティス大陸を探索中のブロッケンJr.と闘う。サタンタワーの闘いではベルリンの赤い雨で劣勢に追い込まれたが、最後にブロッケンJr.を道連れにする。しかし敗北したらしくブロッケンJr.は生還を果たしていた。
コブラサタン
出身地：宇宙
超人強度：92万パワー
ヘビの姿をした古代超人。ムー帝国より出現。ラーメンマンと闘う。サタンタワーの闘いでは一本橋の上で戦うラーメンマンにヌンチャク型の爆弾を投げつけるが、フライング・レッグラリアートで敗れる。
ハニワサタン
出身地：宇宙
超人強度：85万パワー
ハニワと名乗るが実際は土偶がモチーフ。青森県の博物館に展示されていた遮光土偶より変身。リキシマンと闘う。サタンタワーの闘いではリキシマンに槍を投げつける重傷を負わせるが、ルービックキューブ張り手を食らい敗北。最後に爆弾のトラップで道連れにしようとしたが、リキシマンは生還を果たしていた。
サタンプリンス
出身地：宇宙
超人強度：65万パワー
サタンキングの号令で一斉に突撃していった古代超人戦闘員の総称。キン肉マンの屁であえなく全滅した。
ウコン三世
劇場版第1作より登場するウコン一族の子孫。次回作『キン肉マン 逆襲!宇宙かくれ超人』に登場するウコンJr.の父親でもある。サタンプリンスに紛れて突撃するが、キン肉マンの屁であえなく倒された。部下からうんこ呼ばわりされたり、自分でうんこと書いたりするなどコミカルな面が強かった。

## 声の出演
- キン肉マン - 神谷明
- ミート君 - 松島みのり
- 中野さん - はせさん治
- ナツコ - 鶴ひろみ
- 幸一少年 - 川島千代子
- テリーマン - 田中秀幸
- ウォーズマン - 堀秀行
- ナチグロン - 山本圭子
- マリさん - 中島千里
- キン肉大王 - 岸野一彦
- キン肉王妃 - 山口奈々
- ラーメンマン - 蟹江栄司
- ブロッケンJr.、与作さん[11] - 水鳥鉄夫
- 大会委員長 - 北川米彦
- リキシマン - 広瀬正志
- ロビンマスク - 郷里大輔
- キン骨マン - 二又一成
- 五分刈刑事 - 戸谷公次
- バッファローマン、イワオ[11] - 佐藤正治
- ハニワサタン - 塩屋浩三
- 幼稚園児 - 柴田由美子
- 幼稚園児 - 石澤美華
- 幼稚園児 - 佐藤智恵
- ストーンサタン - 田中康郎
- ガンサタン - 矢田耕司
- サタンキング - 永井一郎
- ウコン三世&部下[12] - ゆでたまご（特別出演）

## スタッフ
- 製作総指揮：今田智憲
- プロデューサー：田宮武
- 原作：ゆでたまご
- 脚本：山崎晴哉
- 音楽：風戸慎介
- 撮影監督：白井久男
- 美術監督：襟立智子
- 作画監督：森利夫
- 製作担当：関良宏
- 監督：山吉康夫
- 原画：高橋英吉、小曽根孝夫、深谷英作、河村信道、山崎唯文、松下清志、多田康之、水野祥司
- 動画：小林賢次、村松啓子、上野茂々子、植木貴子、杉山典子、大村まゆみ、川島明子、上野千夏、河副冨美子、坂詰かよ、河原井敦子、川島由美子、気仙美恵子、望月頼子、安藤久美子、小曽根陽子、村岡俊一、酒井広武、船津丸紀子、村山茂樹
- 背景：井出智子、池上みどり、壇久美子、松尾美千代、田中みつる
- セログラフ：高橋章
- トレース：奥西紀美代
- 彩色：山内正子、平賀真紀、伊藤貴子、幡谷清美、松井淳子、大堀陽子
- 検査：新井マリー
- 特殊効果：壇合昇
- 撮影：佐野和広、池上元秋、青島深雪、前原勝則、北村典子、大藤哲生
- 編集：祖田冨美夫
- 記録：竹沢裕美子
- ネガ編集：福光衣久子
- 録音：市川修
- 音響効果：横山正和
- 仕上進行：茂木明子
- 美術進行：中村実
- 助監督：浅田裕二
- 製作進行：城田佳和
- 録音スタジオ：タバック
- 現像：東映化学

## 主題歌
オープニングテーマ - 「炎のキン肉マン」
歌 - 串田アキラ / 作詞 - 森雪之丞 / 作曲 - 芹澤廣明 / 編曲 - 奥慶一
エンディングテーマ - 「キン肉マンボ」
歌 - 神谷明、こおろぎ'73、Shines / 作詞・作曲 - 森雪之丞 / 編曲 - 奥慶一

## 同時上映
- Gu-Guガンモ
- 電撃戦隊チェンジマン
- とんがり帽子のメモル

『とんがり帽子のメモル』のみTVブローアップ版で、他は全て劇場用新作。

## 映像ソフト
いずれも東映ビデオより発売。
- VHS

1985年7月21日に発売。
- DVD
  - キン肉マン THE☆MOVIES
2004年4月21日発売。
  - キン肉マン コンプリートDVD-BOX
2008年12月20日発売。
  - 復刻! 東映まんがまつり 1985年春
2012年12月7日発売。同時上映全作品と共に収録。